# Berkswich
Berkswich est une paroisse civile du Staffordshire, en Angleterre.